# Zabuton

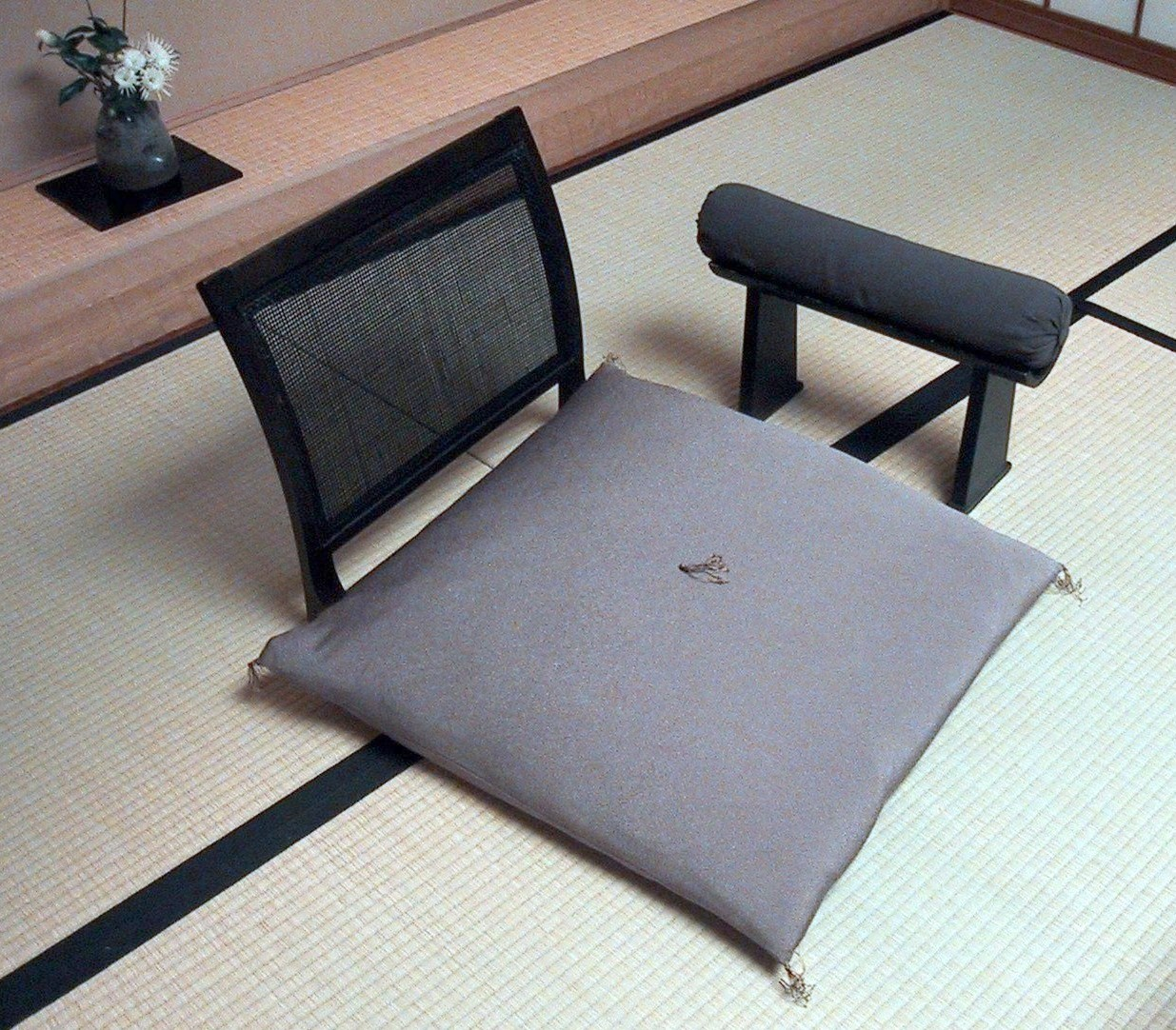
Traditionele Japanse stoel met een zabuton en een losse armleuning.

Een zabuton (座布団) is een Japans kussen dat gebruikt wordt om te zitten. De zabuton wordt meestal gebruikt wanneer men op de vloer zit, maar kan ook gebruikt worden wanneer men op een stoel zit. Doorgaans zijn er op elke plaats in Japan waar men op de grond moet zitten zabuton aanwezig. Een typische vierkante zabuton is tussen de 50 en 70cm breed aan elke kant en een aantal centimeter dik als ze nieuw zijn.
De term zabuton is samengesteld uit za(座, zitplaats) + futon (布団, rond kussen).
Zabuton worden overal in Japan gevonden en zijn in meerdere aspecten van de Japanse cultuur terug te vinden.
- Bij Zen-meditatie zitten de beoefenaars op een zafu die meestal boven op een zabuton wordt geplaatst. De zabuton dient hierbij als kussen voor de knieën en enkels.
- Bij sumo gooien leden van het publiek een zabuton in de richting van de ring nadat een worstelaar van lagere rang een overwinning behaalt op een yokozuna, ondanks de gevaren die dat met zich meebrengt.
- Bij rakugo mogen de artiesten niet van hun zabuton opstaan zolang hun sketch nog niet is afgelopen.
- Bij yose, de langlopende televisieserie Shōten in het bijzonder, krijgen de komedianten een zabuton om de score bij te houden.
- In jidaigeki krijgt, volgens het stereotype, de belangrijkste gevangene in een gevangeniscel de zabuton van zijn/haar celmaten.